# 格倫埃林
格倫埃林（英語：Glen Ellyn）是美國的一個村莊，位於伊利諾州杜佩奇郡北部。2010年美國人口普查時，格倫埃林有人口27,450人